# Риштедт
Риштедт (нем. Ristedt) — община в Германии, в земле Саксония-Анхальт. 
Входит в состав района Зальцведель. Подчиняется управлению Клётце.  Население составляет 241 человек (на 31 декабря 2006 года). Занимает площадь 8,83 км².